# میلدشتدت
میلدشتدت (به آلمانی: Mildstedt) یک شهر در آلمان است که در نوردفرایسلند واقع شده‌است.
 میلدشتدت  ۳٬۶۸۷ نفر جمعیت دارد.